# Seznam bizantinskih filozofov
Seznam grških filozofov Bizantinskega cesarstva. 

## A
- Altheides (1193 – 1262)
- Andronik Kontoblak [Andronicus Contoblacas]
- Areta iz Cezareje

## B
- Barlaam iz Kalabrije
- Bazilij iz Cezareje

## D
- Dimitrij Kidon
- Dionizij Areopagit [tudi Psevdo-Dionizij]

## E
- Evagrij Pontski
- Evstratij iz Nikeje (12. stol.)

## F
- Fotij

## G
- Genadij Sholarij [Gennadius Scholarius]
- Gregor iz Nise
- Gregorij Akindin
- Gregorij Nazianški
- Georgij Gemist Pleton
- Nikeforos Gregoras
- Geogorij Pahimer [Georgios Pachimeros]
- Geogorij iz Trebizonda [tudi Trapezunta]
- Gregorij Palama

## H
- Hieronim iz Sparte

## I
- Ivan Bessarion [Vasilij Bessarion, Basilios Bessarion]

## J
- Janez Argiropul [Ioannes Argyropylus Byzantius]
- Janez Filopon
- Janez Ksifilin [lat.: Joannes Xiphilinus]

## M
- Maksim Planudes
- Manuel Hrizoloras [Manuel Chrysoloras]
- Mihael Efeški
- Mihael Psel

## N
- Nikefor Blemid
- Nikefor Grigora
- Nikefor Humno
- Nikolaj Kabasilas

## P
- Prohor Kidon
- Prokopij iz Gaze

## S
- Sinesij iz Kirene (4./5. stol)
- Su(i)da (10./11. stol.)

## T
- Teodor Gaza
- Teodor Metohit
- Teodor iz Mopsuestije